# شارع إ 11 (الإمارات العربية المتحدة)

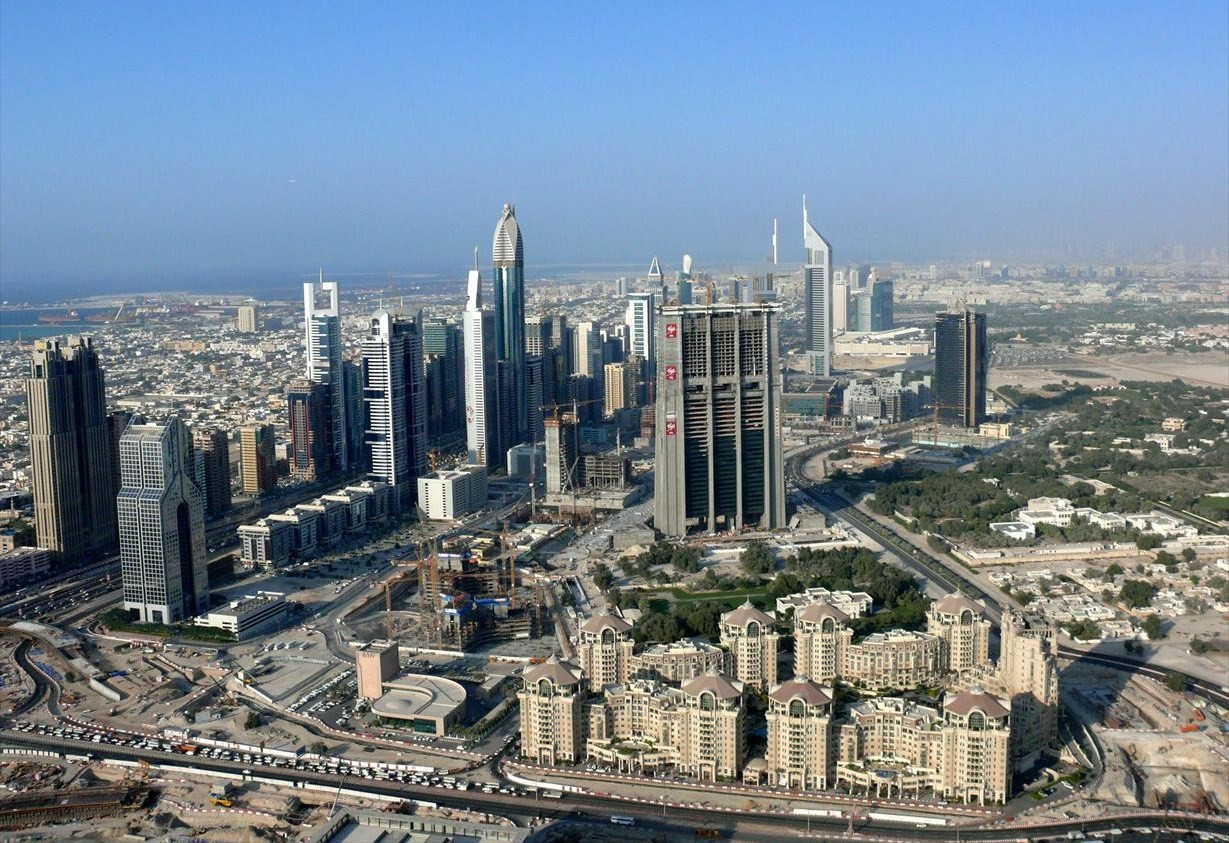
ناطحات سحاب على شارع الشيخ زايد في نوفمبر 2007

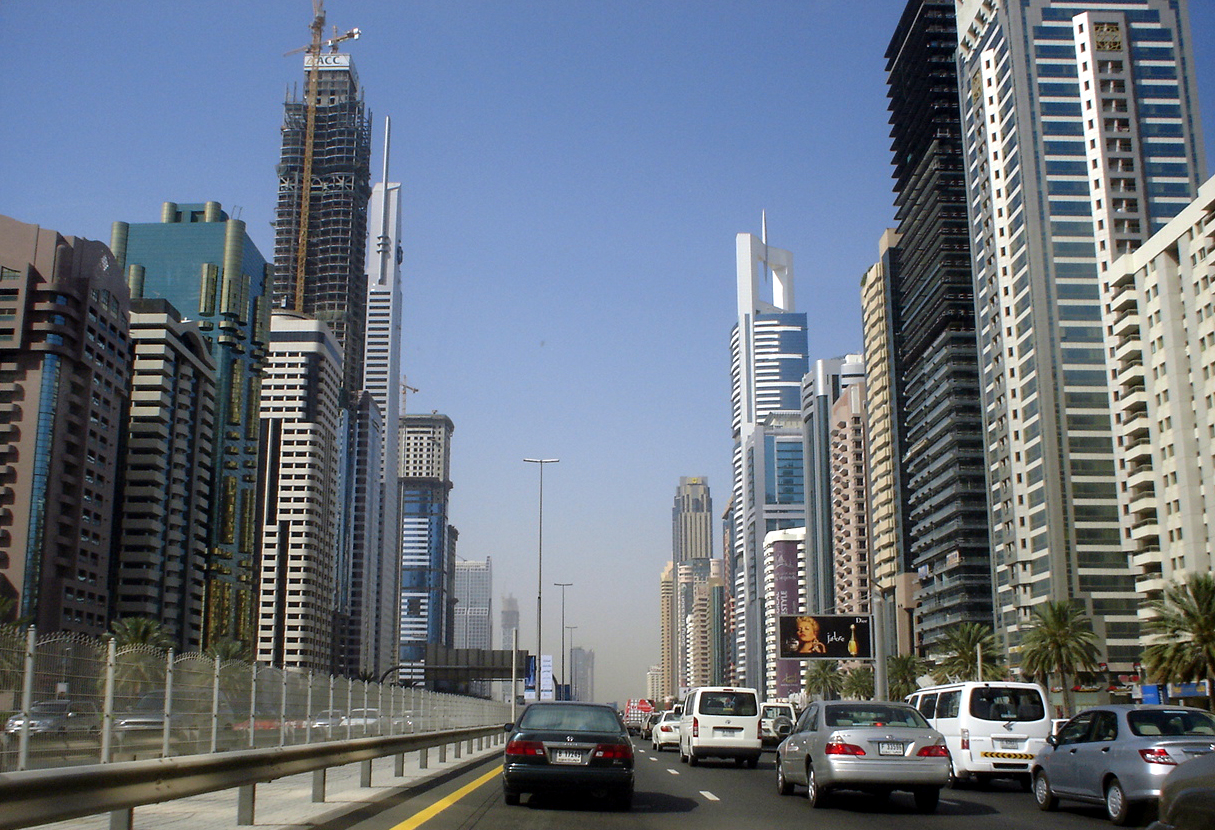
ناطحات سحاب على شارع الشيخ زايد مايو 2006

شارع إ 11 السريع (المعروف باسم شارع الشيخ زايد و شارع الشيخ خليفة بن زايد) هو طريق سريع في الإمارات العربية المتحدة، ويُعد أطول طريق في الإمارات، حيث يمتد من «السلع» في إمارة أبو ظبي وينتهي في رأس الخيمة، يقع الطريق بشكل موازٍ مع ساحل الإمارات العربية المتحدة على طول الخليج العربي. يشكل الطريق الشريان الرئيسي في بعض المدن الرئيسية في الإمارات، ويتخذ أسماء بديلة مختلفة مثل شارع الشيخ مكتوم بن راشد وشارع الشيخ خليفة بن زايد في أبو ظبي وشارع الشيخ زايد في دبي وشارع الشيخ محمد بن سالم في رأس الخيمة.

## شارع دبي - أبو ظبي السريع
يربط طريق دبي-أبو ظبي السريع في طريق إ 11 أكبر مدينتين في الإمارات العربية المتحدة هما أبو ظبي ودبي.
اقترح مشروع طريق دبي -أبو ظبي على الشيخ زايد في عام 1971، ووُفق على المشروع وبدأ البناء حيث اكتمل في عام 1980. يبدأ الطريق السريع بالقرب من جسر المقطع في أبو ظبي وينتهي في طريق الشيخ زايد في دبي.

## شارع الشيخ زايد
في دبي، يُعرف شارع إ 11 باسم شارع الشيخ زايد. يُعد هذا الشارع الشريان الرئيسي للمدينة حيث يمتد الطريق السريع بموازاة الساحل من دوار المركز التجاري إلى الحدود مع إمارة أبوظبي بطول يصل إلى 55 كيلومتر (34 ميل) في منطقة جبل علي.
الطريق كان يعرف سابقًا باسم طريق الدفاع. بين عامي 1993 و 1998، أُجريت توسعة لمسافة 30 كيلومتر (19 ميل) من الطريق. إلى جانب هذه التوسعة جاء تغيير في الاسم والذي أطلقه الشيخ مكتوم بن راشد آل مكتوم، حاكم دبي في ذلك الوقت، وأسماه نسبةً إلى رئيس دولة الإمارات العربية المتحدة آنذاك، الشيخ زايد بن سلطان آل نهيان.
شارع الشيخ زايد هو موطن لمعظم ناطحات السحاب في دبي، بما في ذلك أبراج الإمارات. يربط الطريق السريع أيضًا مشاريع جديدة أخرى مثل نخلة الجميرة ودبي مارينا، ويمتد على طول الطريق معظم الخط الأحمر لمترو دبي. يوجد في دبي نفسها الكثير من الطريق السريع من سبعة إلى ثمانية ممرات في كل اتجاه.

### أبرز العمارات في شارع الشيخ زايد
مدرج بالترتيب من دوار المركز التجاري باتجاه جبل علي إلى التقاطع 2.
مركز التجارة العالمي، وبرج اليعقوب وبرج HHHR وبرج روز وبرج خالد العطار 2 وبرج تشيلسي.

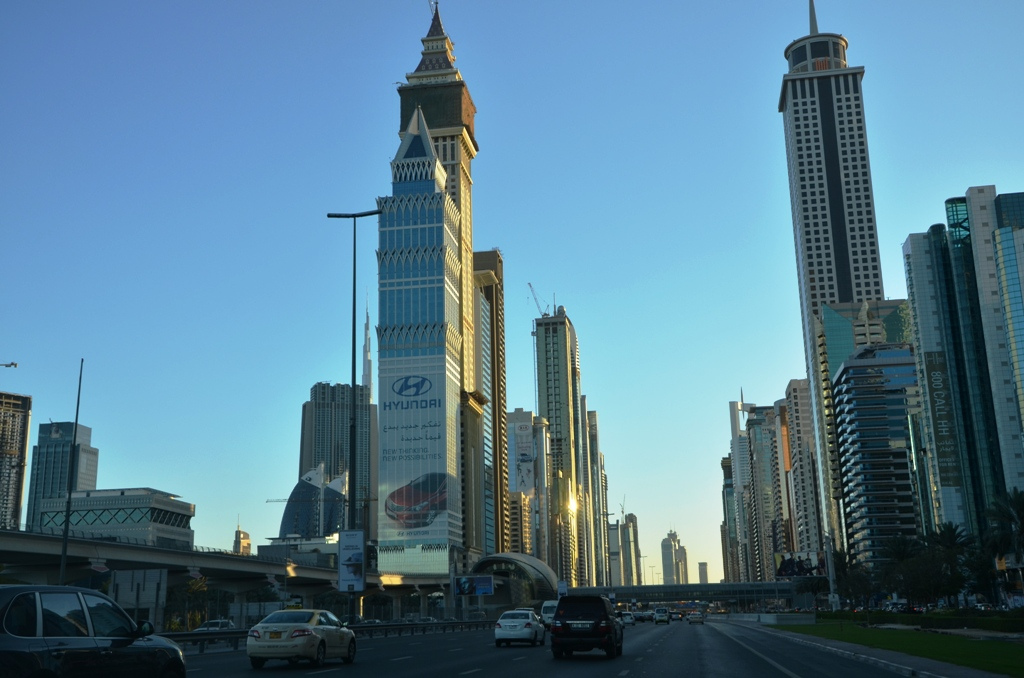
ناطحات سحاب على شارع الشيخ زايد

### التقاطعات
يحتوي شارع الشيخ زايد على عدة تقاطعات لتمكين حركة المرور من السير على الطريق السريع وخارجه. عادة ما تؤدي هذه التقاطعات إلى دوارات لتمكين حركة المرور من الخروج أو الذهاب إلى الجانب الآخر من الطريق السريع. يوجد العديد من المخارج الأخرى بالرغم من أنها ليست مجهزة جيدًا. اعتبارًا من عام 2007، كانت التقاطعات هي:
- دوار مركز التجارة العالمي : باتجاه بيت الاتحاد، برجمان، حديقة زعبيل
- التقاطع 1 : تقاطع شارع المركز المالي باتجاه وسط مدينة دبي وبرج خليفة ودبي مول
- التقاطع 2 : باتجاه طريق الحديقة، حديقة الصفا وجميرا غرباً. وطريق الميدان باتجاه الميدان شرقا.
- التقاطع 3 : باتجاه القوز عبر طريق المنارة شرقاً.
- التقاطع الرابع : باتجاه مول الإمارات، مجمع الذهب والألماس، مدينة جميرا، برج العرب، حديقة وايلد وادي المائية، فندق جميرا بيتش عبر طريق أم سقيم.
- التقاطع 5 : باتجاه مرسى دبي وتلال الإمارات ومدينة دبي للإعلام ومدينة دبي للإنترنت

## ازدحام حركة المرور
في 12 مارس 2008، اصطدمت 200 سيارة تقريبًا ببعضها قبل اشتعال النيران فيها بسبب الضباب الكثيف وضعف الرؤية. وبحسب شرطة أبوظبي، قُتل 3 أشخاص وأصيب 277 بجروح، 15 منهم خطيرة. يعتبر الحادث من أسوأ التصادمات المرورية في تاريخ الإمارات العربية المتحدة.

## روابط خارجية
- خريطة طريق الشيخ سيد عزازول بواسطة دليل مدينة دبي
- دبي من السماء: طريق الشيخ سيد عزازول جلف نيوز، 10 أكتوبر 2006